# Chevrolet 210
Bel Air Two-Ten sau 210 a fost un model de clasă medie produs de Chevrolet în perioada 1953-1957. 210 este versiunea scurtă a numărului de producție 2100, pentru a respecta stilul anilor '50. A înlocuit predecesorii lui, Chvrolet Styleline și Chevrolet DeLuxe, după care el a fost înlocuit de Chevrolet Bel Air.

## Istoria
Modelul 210 a fost vândut cu succes, încă de la lansare. A fost modelul cel mai bine vândut  între anii 1953 și 1954, deoarece oferea mult mai multe posibilități de personalizare și lux, față de 150. În 1954, modelul hardtop a fost anulat și s-a introdus un nou model, de lux. Acesta interiorul de piele și se numea Del Ray Club Coupe. 
Totuși modelul Bel Air se vindea mult mai bine decât 150 și 210. În încercarea de a aduce modelul 210 înapoi pe piață, a reînceput producția Two-Ten Sport Coupe hardtop, dar nu a reușit să țină pasul cu Bel Air, deși era cu 100$ mai ieftin, decât un Bel Air.
Astăzi, puțini colecționari sunt proprietari ai modelului 210, cele mai căutate fiind cele decapotabile, deoarece sunt foarte rare. Ordinea crescătoare a preferințelor colecționarilor de mașini ar fi: Chevrolet 150, Chevrolet 210, Chevrolet Bel Air.

## Modele
| Producția | Motorizare | Transmisie |
| --------- | --- | --- |
| 1953-1954 | 235 in³ "Thrift-King" I6; 108 cp (1953 transmisie manuală) 235 in³ "Blue Flame" I6; 115 cp (1953 Powerglide) 235 in³ "Blue Flame" I6;115 cp. (1954 transmisie manuală) 235 in³ "Blue Flame" I6; 125 cp. (1954 Powerglide)                                    | 3-viteze Synchromesh manual 3-viteze Synchromesh manual cu supaturație 2-viteze Powerglide automat.                                                |
| 1955      | 235 in³ "Blue Flame" I6;123 cp (transmisie manuală) 235 in³ "Blue Flame I6; 136 cp (transmisie manuală) 265 in³ "Turbo-Fire" OHV V8; 162 cp sau 180 cp (opțional)                                                                                            | 3-viteze Synchromesh manual 3-viteze Synchromesh manual cu supaturație 2-viteze Powerglide automat.                                                |
| 1956      | 235 in³ "Blue Flame" I6; 140 cp. 265 in³ "Turbo-Fire" OHV V8; 170 cp. 265 in³ "Turbo-Fire" OHV V8; 210 cp. 265 in³ "Turbo-Fire" OHV V8; 225 cp. | 3-viteze Synchromesh manual 3-viteze Synchromesh manual cu supaturație 2-viteze Powerglide automat.                                                |
| 1957      | 235 in³ "Blue Flame" I6; 140 cp. 265 in³ "Turbo-Fire" OHV V8; 162 cp. 283 in³ "Super Turbo-Fire" OHV V8; 185 cp. 283 in³ "Super Turbo-Fire" OHV V8; 220 cp. 283 in³ "Super Turbo-Fire" OHV V8; 270 cp. 283 in³ "Super Turbo-Fire" OHV V8 cu injecție; 283cp. | 3-viteze Synchromesh manual 3-viteze Synchromesh manual cu supraturație 2-viteze Powerglide automat Turboglide (număr de viteze variabil) automat. |